# Тресково (Бурятія)
Тресково (рос. Тресково) — село Кабанського району, Бурятії Росії. Входить до складу Сільського поселення Брянське.
Населення — 1380 осіб (2015 рік).